# Spathiphyllum wallisii
Espèce
Classification APG III (2009)

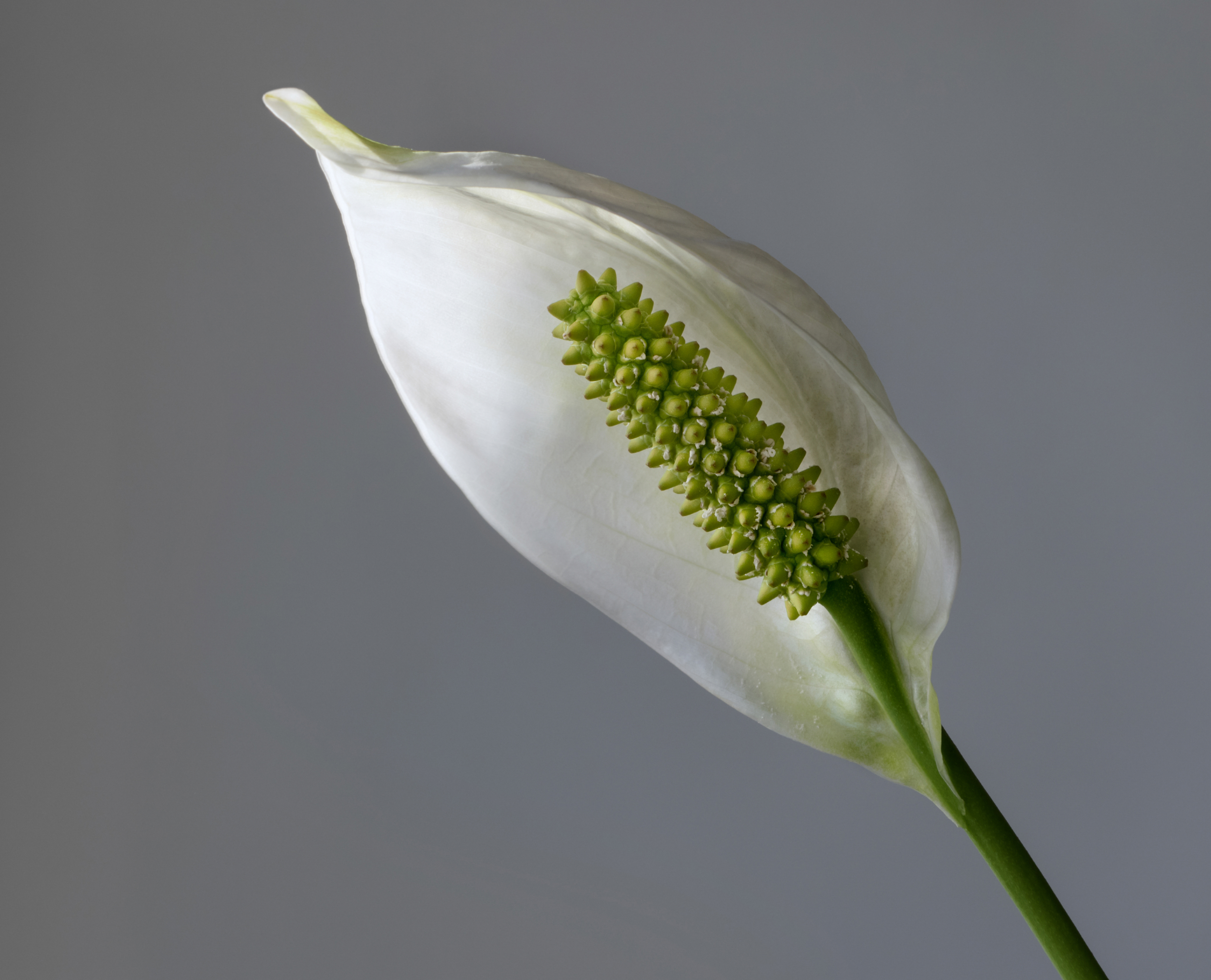
La fleur.

Spathiphyllum wallisii est une espèce de plantes de la famille des Araceae originaire de Colombie.
Elle est parfois nommée Fleur de lune, lis de la paix ou Spathiphylle de Wallis, traduction littérale de son nom scientifique. Ce nom est extrêmement ambigu : « wallisii » signifie bien « de Wallis » mais comme référence à une personne et non à une origine géographique. Wallis est ici un hommage à Gustav Wallis et non à l'île de Wallis.

## Culture
C'est une plante d'appartement très répandue. Originaire de zone tropicale chaude et humide, elle a besoin d'une exposition lumineuse et de températures toujours supérieures à 15 °C. En atmosphère trop sèche, le feuillage peut brunir.

## Cultivars
Si l'espèce sauvage est colombienne, des cultivars ont été créés et se retrouvent dans les foyers partout dans le monde comme plantes ornementales.
Spathiphyllum wallisii 'Chopin' (vendu aussi sous le nom de Spathiphyllum 'Chopin') est un cultivar réputé. Les plants issus de celui-ci sont considérés comme nains.